# ジョージア原子力航空機研究所
ジョージア原子力航空機研究所（ジョージアげんしりょくこうくうきけんきゅうじょ、Georgia Nuclear Aircraft Laboratory）とは、ジョージア州ドーソンヴィル（Dawsonville）にあるアメリカ空軍の試験施設である。別名AFP No. 67。
ロッキード社の原子力航空機の研究のために用意された。来たるべき世界規模の核戦争に備えて兵器を開発する事に主眼を置いていた。1971年に閉鎖され10万エーカー以上の土地はアトランタ第二空港の建設のため払い下げられたが地下構造が空港に適さないため断念した。現在は州によって管理されている。